# 4008 Corbin
A 4008 Corbin (ideiglenes jelöléssel 1977 BY) a Naprendszer kisbolygóövében található aszteroida. Félix Aguilar Obszervatórium fedezte fel 1977. január 22-én.